# Laothoe albida
Laothoe albida är en fjärilsart som beskrevs av Edward Alfred Cockayne 1953. Laothoe albida ingår i släktet Laothoe och familjen svärmare. Inga underarter finns listade i Catalogue of Life.